# Per sempre la mia ragazza
Per sempre la mia ragazza (Forever My Girl) è un film del 2018 diretto da Bethany Ashton Wolf.
Film drammatico romantico tratto dall'omonimo romanzo di Heidi McLaughlin, uscito nelle sale cinematografiche statunitensi il 19 gennaio 2018 e ha per protagonisti Alex Roe e Jessica Rothe.
Ha ricevuto recensioni negative da parte della critica, che lo ha confrontato negativamente con i film tratti dai romanzi di Nicholas Sparks. Tuttavia, la ricezione del pubblico è stata più positiva e il film è stato un modesto successo al botteghino incassando $16 milioni di dollari su un budget di $3,5 milioni.

## Trama
A Saint Augustine, Louisiana, Josie viene lasciata all'altare dal fidanzato Liam. Otto anni dopo, Liam è diventato un cantante country di successo. Il giorno dopo un concerto a New Orleans, Liam, dopo una storia di una notte, si sveglia per scoprire che la ragazza con cui ha dormito, eccitata, stava saltando ignara di essere sul suo cellulare. In preda al panico, Liam porta il telefono in un negozio di telefonia, dove l'esercente riesce ad aggiustarlo. Subito dopo, Liam incontra Sam, il suo manager, il quale gli domanda perché ha ancora il telefono, Liam rivela che contiene un messaggio molto importante. Mentre guarda la TV, Liam scopre con orrore e sgomento che Mason, uno dei suoi testimoni al matrimonio e suo migliore amico fin dall'infanzia, è morto in un incidente d'auto. Liam ritorna a St. Augustine e assiste ai funerali di Mason. Anche se Liam cerca di essere discreto, Josie lo riconosce. Ma dopo la sepoltura di Mason, Josie si avvicina a Liam e gli dà un pugno nello stomaco.
Liam torna a casa di suo padre, il pastore Brian, il quale però è molto deluso e arrabbiato dal fatto che il figlio non abbia mai più cercato di riprendere i contatti dopo essere diventato famoso. Mentre si riabitua nuovamente alla città, Liam incontra Josie nel negozio di fiori che possiede. Liam scopre che Josie ha una figlia di sette anni, Billy, e che lui è il padre biologico. Josie confessa che ha scoperto di essere incinta due settimane dopo che lui l'aveva lasciata all'altare. Anche se Josie ha provato a contattarlo, Liam non ha mai risposto alla chiamata, e Josie ha deciso che se a Liam non fosse importato abbastanza da richiamarla per scoprire cosa ci fosse di così importante, allora non lo avrebbe più contattato perché lei e Billy meritano il meglio. Alla fine, Josie fa trascorrere a Liam del tempo con Billy, ma alle condizioni di lei. Billy si rende presto conto che Liam è suo padre con grande sorpresa di Josie, e sostiene l'idea di Liam.
Liam e Billy legano, con Billy che dimostra di aver ereditato l'abilità musicale di suo padre. Josie accetta persino di lasciare che Billy rimanga con Liam per la notte. Mentre Liam le sta sistemando le coperte, Billy gli chiede perché abbia lasciato Josie, e Liam ammette che era giovane e confuso, anche se si pente della sua decisione. Dopo che Billy si addormenta, Josie chiede a Liam un appuntamento. Così Liam porta Josie a New Orleans per il loro appuntamento e quando vengono fermati da un nugolo di giornalisti e paparazzi, Liam annuncia pubblicamente il suo amore per Josie, chiamandola "L'unica".
Dopo essere tornati a Saint Augustine, Liam e Billy continuano a legare. Ma un giorno, Billy quasi soffoca con il suo pranzo, Liam però è come "congelato" dopo aver avuto un flashback sulla morte di sua madre. Jake, il fratello di Josie, salva Billy. Sconvolto dalla propria incapacità di agire, Liam fugge via e si ubriaca in un bar. Jake visita Liam e gli dice che Josie e Billy starebbero meglio senza di lui. Così Liam se ne va la mattina dopo senza nemmeno aver salutato Josie e Billy, ma lasciando al padre un biglietto in cui ha scritto che Billy e Josie staranno meglio senza di lui.
Liam torna al suo tour e si esibisce splendidamente a Londra. Dopo il concerto però, il suo manager gli suggerisce di tornare dalla sua famiglia. All'aeroporto, Liam risponde al messaggio nella segreteria telefonica che Josie ha lasciato per lui 8 anni prima, spiegando che l'aver perso sua madre gli aveva fatto temere di perdere anche lei, costringendolo a fuggire. A questo punto, Liam ritorna a Saint Augustine e si riconcilia con Josie. Alla fine, Liam e Josie si sposano. in seguito, Liam suona una canzone sul palco con Billy, prima al talent show scolastico della bambina, e poi durante il suo tour musicale a Berlino.

## Accoglienza

### Incassi
Per sempre la mia ragazza è stato distribuito il 19 gennaio 2018 in 1.115 sale cinematografiche statunitensi e ha incassato 4,7 milioni di dollari solo nel weekend di apertura. In complesso il film ha incassato 16,4 milioni di dollari, su un budget di produzione di 3,5 milioni di dollari.

### Critica
Sull'aggregatore Rotten Tomatoes il film ha ricevuto il 24% di recensioni positive, con un voto medio di 4,37/10, basato su 49 recensioni.